# Tour T1
Tour T1 (auch bekannt als Tour GDF Suez und Tour Engie) ist der Name eines Wolkenkratzers in der Bürostadt La Défense im Pariser Vorort Courbevoie. Mit 185 Metern Höhe handelte es sich zum Zeitpunkt der Errichtung um das dritthöchste Gebäude in La Défense. Das Hochhaus wurde von 2005 bis 2008 als Sitz des französischen Energieversorgers GDF Suez (seit 2015 Engie) errichtet.
Der Büroturm ist mit der Métrostation La Défense und dem Bahnhof La Défense an den öffentlichen Nahverkehr im Großraum Paris angebunden.